# Altes und Neues Schloss Neustadt an der Aisch

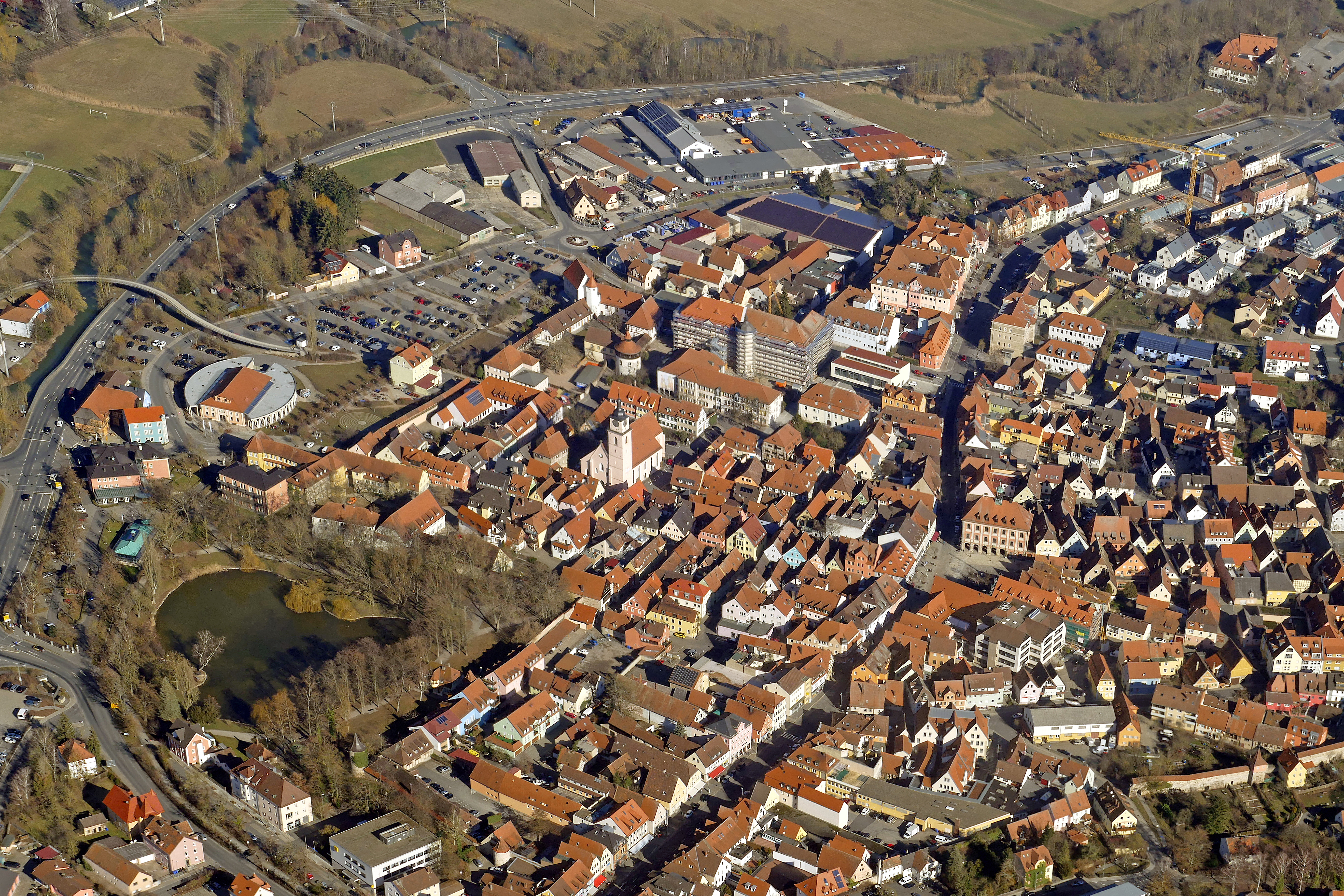
Luftbild von 2019: sichtbar sind links der Bleichweiher sowie in der Bildmitte Altes Schloss und Neues Schloss (eingerüstet) hinter der Stadtpfarrkirche

Das Alte und Neue Schloss Neustadt an der Aisch sind ein Schlosskomplex in Neustadt an der Aisch, der Kreisstadt und neben Bad Windsheim eines der beiden Zentren des mittelfränkischen Landkreises Neustadt an der Aisch-Bad Windsheim. Das Alte Schloss wurde unter Markgraf Albrecht Achilles erbaut und 1448 fertiggestellt. Das Neue Schloss wurde ab 1575 unter Markgraf Georg Friedrich errichtet und ist 1906 bis auf den Treppenturm abgebrannt, es wurde 1915 durch das in historisierender Formensprache erbaute „Zentralschulhaus“ ersetzt. 

## Geschichte
Historisch ging Neustadt (so erstmals um 1285 genannt) im 13. Jahrhundert als von Nürnberger Burggrafen geschaffene „neue Stadt“ aus dem südlichen Teil des ehemaligen, seit etwa 741 nachweisbaren Königshofs Riedfeld, heute ein Gemeindeteil Neustadts, hervor. Um 1287 befahl der Landesherr Friedrich, in dem nun Neustadt („Nuwenstat“) genannten südlich der Aisch gelegenen Teil des Marktes Riedfeld eine (bis auf eine am Haus von Wilhelm Edelmann 1946 durch den Reißzeugfabrikanten Kraft freigelegte Mauer nicht mehr erhaltene:S. 34) Burg am Südostende Riedfelds auf der Anhöhe der späteren „Kellerei“ zu errichten, welche als Festung, Verwaltungssitz (Vicedominat) und immer wieder auch als Fürstenwohnung des Burggrafen und später des Markgrafen diente. Dieses 1493 von Appel von Seckendorff als Steinbau neuerrichtete „veste Haus“, wovon sich noch Reste in der heutigen Hinteren Kellereigasse 15 befinden, wurde von Friedrichs Stellvertreter (Vicedom im 1287 eingerichteten Vicedominat) Gutend von Seckendorff (später, beginnend 1523 mit Veit von Lentersheim, vom Adelsgeschlecht Lentersheim) befehligt. Damit erhielt die „Neue Stadt“ der Nürnberger Burggrafen 1287 eine aus Mauern mit Türmen und gemauerten Toren bestehende Befestigung.:S. 34, 42, 54, 56 72 f., 83, 200, Anm. 10, und S. 295 Für die Mehrzahl der Orte in der Umgebung war Neustadt in den 1280er Jahren Vicedomssitz. Um 1291 ist, unter dem Vicedominat (Landeshauptmannschaft) des Gutend von Seckendorff, als (Advocatus-)Vogt bzw. Klostervogt Hartung von Riedfeld belegt.:S. 23–30, 103 f. und 296
Die Hohenzollern bauten die „Neue Stadt“ aufgrund ihrer günstigen Lage an der Handelsstraße zwischen Würzburg und Nürnberg am Mittellauf der Aisch zum wirtschaftlichen, politischen und kulturellen Zentrum aus und aus der burggräflichen Weiterentwicklung eines Teils der alten Siedlung Riedfeld entwickelte sich somit die heutige Stadt Neustadt an der Aisch. Um 1370 kam es vermutlich zu einer Stadterweiterung bei deren Mauerbau das „Obere Tor“ (heute Nürnberger Tor) erbaut worden sein dürfte.

### Altes Schloss

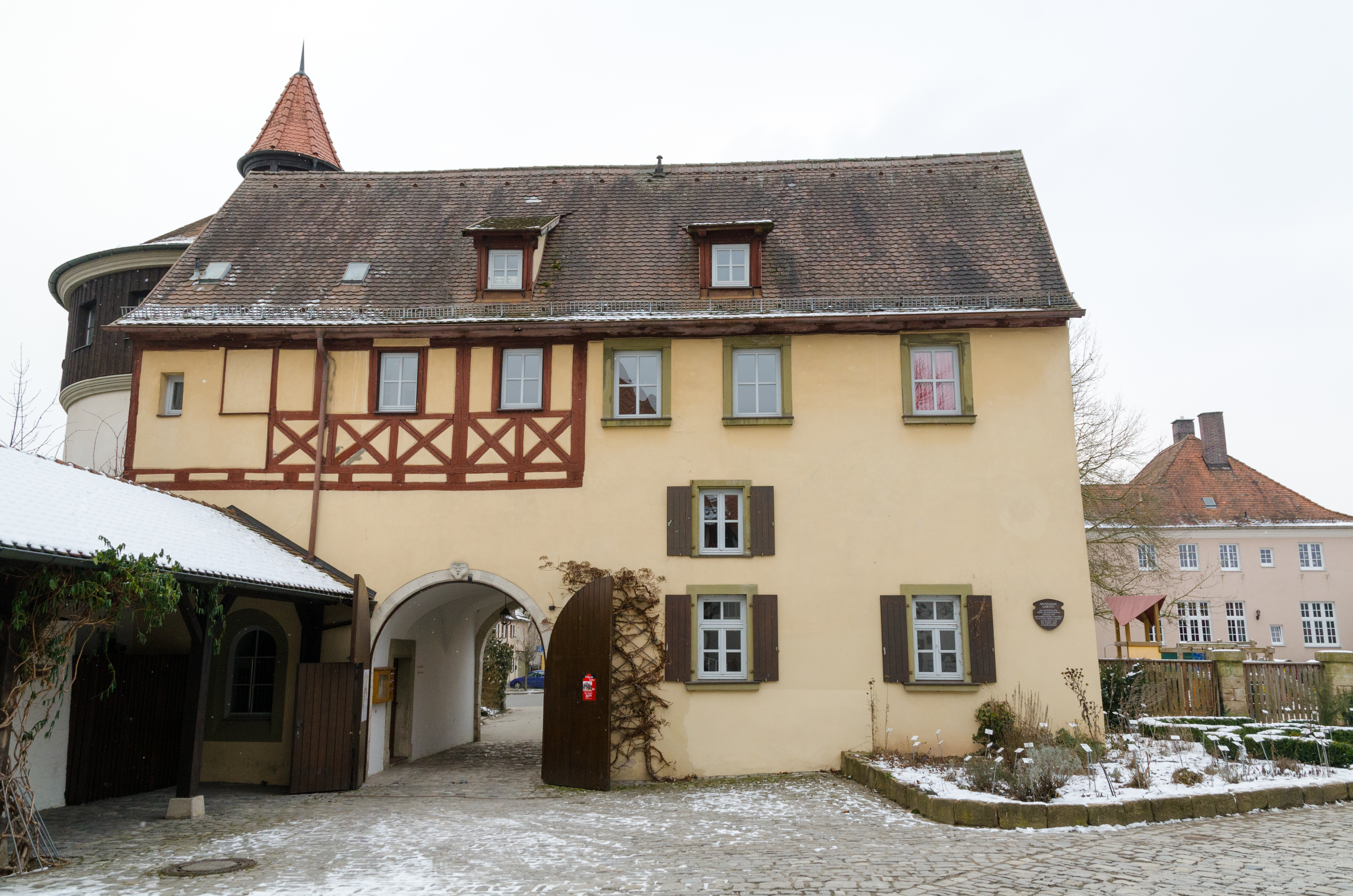
Torhaus des Alten Schlosses vom Schlosshof aus gesehen. Rechts der kleine für Friederike angelegte Hofgarten, zu dem eine Brücke über den Stadtgraben führte

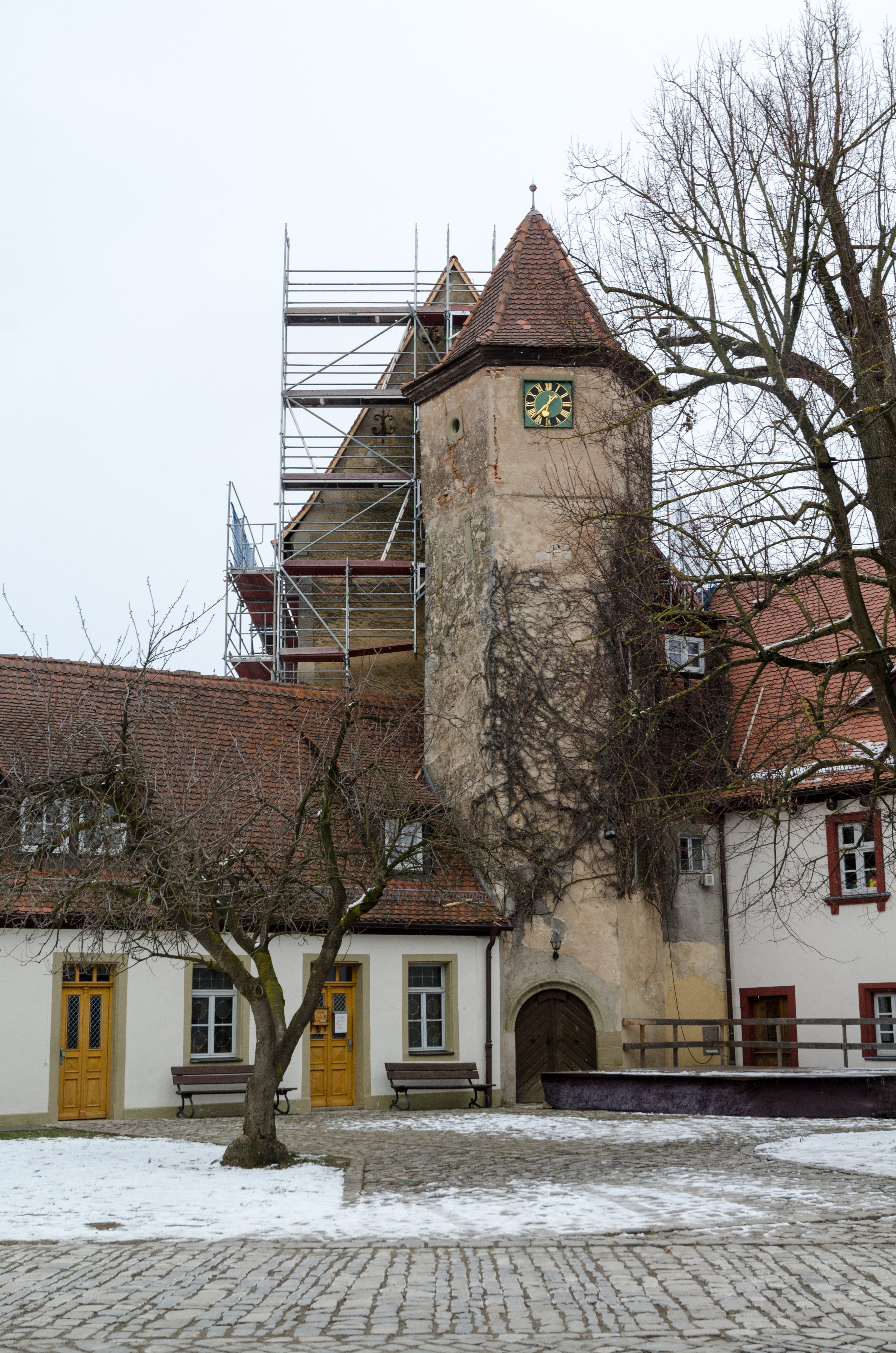
Altes Schloss mit Schlosshof und Künstler-Ateliers

Das an der Bamberger Straße gelegene Alte oder Innere Schloss (mit dem später als „Maschikeles-Turm“ bezeichneten Rundturm) wurde in den 1430er Jahren als Wasserschloss (nach der Burgfeste Neustadts zweites „Schloss“) an der Nordecke der Stadt unter dem Markgrafen zu Ansbach Albrecht Achilles erbaut, 1448 fertiggestellt und von ihm seit 1451 bewohnt. Nach seinem Tod (1486) war es Witwensitz seiner zweiten Gemahlin, Markgräfin und Kurfürstin Anna, Herzogin zu Sachsen (1437–1512), die dort ab 1486 ein Vierteljahrhundert Hof hielt, zweien ihrer Töchter die Hochzeit ausrichtete und Neustadt zum geistigen Mittelpunkt des fränkischen Zollernlandes machte. Der Rundturm am Schloss wurde 1526 durch Kasimir zum Batteriestand ausgebaut.:S. 51, 55, 58 und 60 Nach Vollendung des Neuen Schlosses 1626 wurde das Alte Schloss zum Nebengebäude degradiert, unter anderem als Amts- und Wohnsitz des Landeshauptmanns (Vicedom, genannt auch Oberamtmann und „Obervogt“, der als Vogt nicht nur für die Stadt, sondern vielmehr für „das Amt“, d. h. den Landbezirk zuständig war und dem Adel angehörte:S. 24, 108 und 299–301 f.) und mit der 1612 unter Wolf Philipp Groß von Trockau im nördlichen Nebenbau eingerichteten „Kanzlei“ Sitz der Landeshauptmannschaft.:S. 108 f., 209 und 728 Zum mehrmals umgebauten Komplex gehören der Runde Turm, ein kleiner Schlossgarten,:S. 330 das Torgebäude (der Westbau am Rundturm) und der polygon schließende Kernbau, der durch unregelmäßige jüngere Anbauten (etwa mit dem „Schlösschen“ genannten nördlichen Querbau im Schlosshof, ehemals „Kavalierbau“ für Hofpersonal, dann Wohnung des Schlossverwalters zwischen Neuem Schloss und Diespecker Tor):S. 330 und S. 747, Anm. 101 hufeisenförmig erweitert wurde. Als 1811 für die Verwaltung der landesherrlichen Einnahmen Rentämter eingerichtet wurden, dienten Räume des von der Stadt für 10.450 Mark gekauften und mit anfangs 12.000 Mark Kosten umgestalteten Alten (inneren) Schlosses als bayerisches, die früheren Kastenämter Neustadt und Emskirchen verwaltendes Rentamt.:S. 398
Vom 1. Oktober 1894 bis 1958 bestand im Alten Schloss das „Städtische Krankenhaus“ unter anderem mit Operationsräumen und mit einer geburtshilflichen Abteilung. Erst 1924 kam eine mit einem Desinfektionsapparat ausgestattete Infektionsabteilung hinzu (Ein vom Magistrat beantragter Neubau eines Krankenhauses war 1829 von den Gemeindebevollmächtigten abgelehnt worden und wurde erst 1834 beschlossen. Ein von der Stadt 1886 angeregter Bau eines Distriktskrankenhauses in den Riedwiesen blieb unrealisiert). Anfangs war das Krankenhaus allein vom Bezirksarzt (1862 eingeführt – zuvor gab es den Landgerichts-Physikus bzw. Landgerichtsarzt:S. 401), dann mit einem zweiten freipraktizierenden Arzt ärztlich versorgt. Die gesetzlich 1831 in Bayern eingeführte Leichenschau wurde erst um 1900 allein den approbierten Ärzten übertragen.:S. 421, Anm. 13, S. 518–520, 600 und 746 f.
Ab dem 26. Oktober 1911 wurde das Krankenhaus von Augsburger Diakonissen betreut. Der Eingangsbereich (das 1740:S. 339 errichtete Torhaus, heute eine kleine Bühne beherbergend) wurde 1926 angekauft. Um 1932/33 standen bei Ausgaben des über Mobilien im Wert von 30.758 Mark und ein Vermögen von 31.906 Mark verfügenden Krankenhauses von 41.243 Mark diese übertreffende Einnahmen von 46.954 Mark gegenüber.:S. 519 f.
Zur Bereitstellung von Krankenbetten wurde im letzten Drittel des 19. Jahrhunderts das Spitzdach des Maschikeles-Turm (Massiculi-Turm: Turm mit Geschützstellung:S. 56) genannten Rundturms abgetragen. Dieser sich als ungeeignet erweisende Liegeplatz bestand jedoch nur einige Zeit.:S. 520 Später wurden dort Schulzimmer und 1960 das Heimatmuseum eingerichtet. Seit 2008 beherbergt es das Aischgründer Karpfenmuseum.
Der massive Maschikelesturm (auch Massikuliturm oder Runder Turm genannt) des „Albrechtsschlosses“ ist im Kern spätmittelalterlich. Im Original erhalten sind nur die beiden unteren Geschosse. Der obere Abschluss mit (verschaltem) Fachwerkaufbau, Kegeldach und Laterne ist rekonstruiert. Die Rundbogenfenster im ersten Obergeschoss stammen aus dem 19. Jahrhundert, als nach 1852 erfolgtem Beschluss von König Max II. der Rundturm (mit dem nordwärts anschließenden Gebäudeflügel) des damals als Rentamt genutzten Alten Schlosses als römisch-katholische Kapelle:S. 415 und 645 diente. Die katholische Gemeinde kaufte 1860 den Runden Turm mit dem Nordflügel des Alten Schlosses an und gestaltete ihn zur Kirche und das Haus zur Wohnung für den Geistlichen (am 24. August 1860 zog der Kaplan der Pfarrei Ullstadt, F. X. Böhm als erster ein), der am 6. November 1862 als Pfarrcuratus alle Rechte eines Pfarrers erhielt.:S. 414 f.

### Neues Schloss

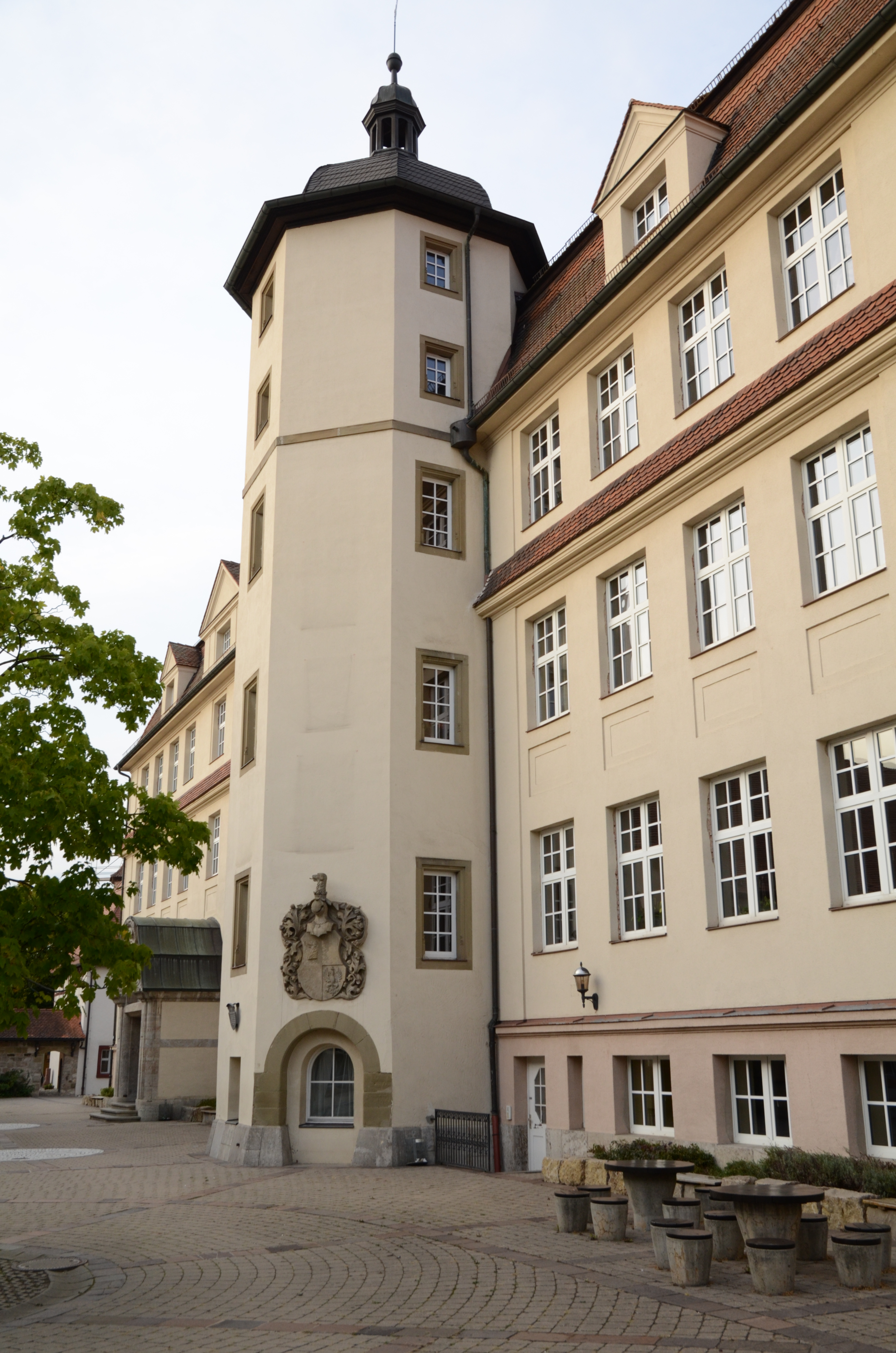
Achteckiger Treppenturm mit Welscher Haube

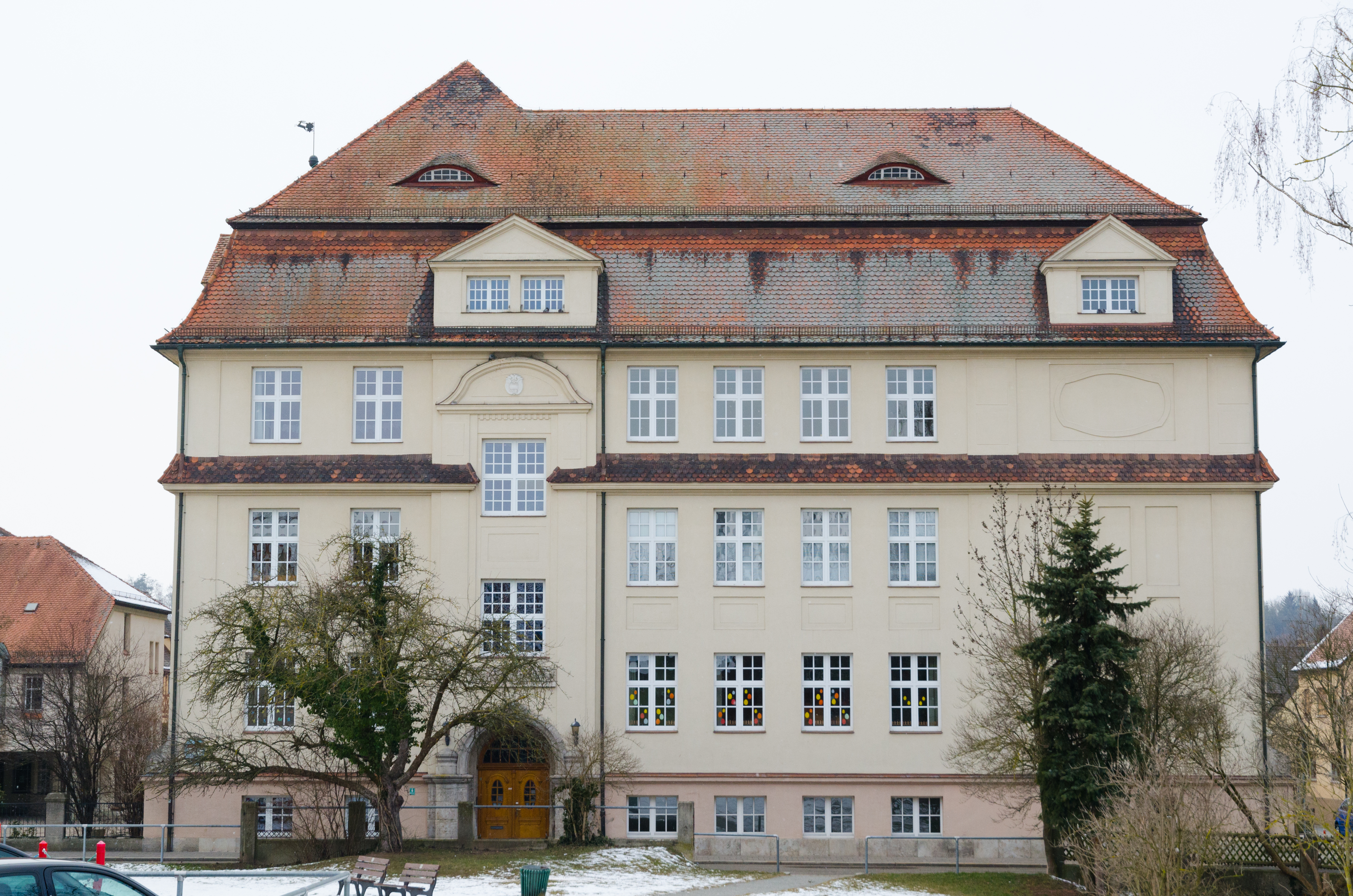
Neues Schloss (Grund- und Hauptschule)

Der Bau des Neuen Schlosses am „Diespecker Tor“ auf dem Platz der Vorburg des alten Wasserschlosses wurde 1575 unter Markgraf Georg Friedrich (einem Urenkel des Albrecht Achilles:S. 91) begonnen. Baumeister bzw. der wohl letzte der (die bereits vor 1575 fertiggestellten Pläne) ausführenden Maurermeister war der mit einer Neustädterin verheiratete und aus Meßkirch in Württemberg stammende Peter Fahrenschon, vermutlich mit Einflussnahme von Thomas Martinotus. Ein Honorar erhielt Fahrenschon nicht, da der Markgraf unzufrieden mit seinem Baumeister war und ihn sogar mit dem Tode bedrohte, so dass Fahrenschon aus Neustadt in seine schwäbische Heimat floh. Unter Markgraf Georg Friedrich (gestorben im April 1603) war der Bau so weit vorangeschritten, dass bereits im Jahr 1600 die Hochzeitsfeier eines Freiherrn von Seckendorff (eines Patenkindes des Markgrafen) darin abgehalten wurde. 
Vollendet wurde der Neubau dann erst 1626 unter Markgraf Christian, dem Markgrafen des Fürstentums Bayreuth.:S. 43, 221–224 Mit seiner Grundrisslösung stellte es eine wichtige Stufe für die Entwicklungsgeschichte des deutschen Schlossbaues dar. Als Wohnschloss ohne eigentliche Befestigungsanlage, das sogar einen Teil der Stadtmauer als Hausmauer nutzt, ist es eine der ersten Residenz-Anlagen dieser Art in Europa.:S. 43, 221 und 229 Es handelte sich bei dem „Fürstlichen Schloß“ um ein dreigeschossiges stattliches Gebäude von elf bzw. mit dem Turm vierzehn zu vier Achsen. Das Erdgeschoss öffnete sich mit zehn Korbbögen auf Pfeilern. In der Mitte der Schaufassade stand der achteckige Treppenturm (mit Reittreppe) auf einem Schrägsockel mit rundbogigem Eingang. Er trug eine verschieferte Kuppelhaube mit Laterne und Knopf. Ein 1610 noch vorhandener Stufengiebel (von ursprünglich zweien) ist nicht mehr vorhanden. Einer 1634 versuchten Brandstiftung einer eingedrungenen Forchheimer Garnison widerstand das Gebäude. Gegenüber dem Neuen Schloss befanden sich im 17. Jahrhundert das Haus des Superintendenten und die Häuser des Diakons. Das Diakonat bzw. Archidiakonat wurde 1570 mit der Wohnung des Diakons gegenüber dem Chor der Stadtkirche eingerichtet.:S. 89 und 216:S. 222–224
Von 1655 bis 1702 diente das Neue Schloss als Sitz verwitweter Markgräfinnen. Gäste (teils nur übernachtend) im Schloss waren unter anderen 1658 Kaiser Leopold, 1664 der Kurfürst und Erzbischof von Mainz Johann Philipp von Schönborn, 1700 die Königin von Polen Christiane Eberhardine von Brandenburg-Bayreuth, 1701 der Kurfürst Max Emanuel von Bayern und 1702 Kaiser Joseph, am 16. Juli 1702 bei Hoheneck einen besonders starken Hirsch erlegte. Kaiser Karl VI. nächtigte 1712 auf der Rückreise von der Krönungsfeier in Frankfurt am Main in Neustadt. Das Schloss diente im 17. und 18. Jahrhundert auch als Ausgangspunkt für Jagdveranstaltungen. So kam der Markgraf Christian 1654 zur Hirschjagd nach Neustadt und sein Nachfolger Christian Ernst mehrmals von 1662 bis 1668.:277 f.
Von 1731 bis 1741 residierte der dem Pietismus verbundene Markgraf Friedrich Christian, genannt „der Prinz von Neustadt an der Aisch“, die meiste Zeit im Neuen Schloss, wo er den in flagranti erwischten Liebhaber seiner Ehefrau erschossen und daraufhin durch seinen regierenden Bruder, Markgraf Karl, auf der Plassenburg inhaftiert wurde. Die Prinzessin war nach Bernburg geflohen. Nach dem Tod des Markgrafen Karl wurde durch den neuen Herrscher und Onkel von Friedrich Christian dieser auf freien Fuß gesetzt, so dass er nach Neustadt zurückkehren konnte, bevor er seinen nächsten Aufenthaltsort in Dänemark nahm.:S. 327 f., 370 und XXXV Separatismus und Pietismus, und somit auch die Neustädter Herrnhutergruppe, wurden am 17. Juli 1743 für das ganze Markgraftum verboten.:S. 367 Als Schlosswache waren Grenadiere aus Bayreuth nach Neustadt verlegt worden. 1794–1886 diente das Neue Schloss als Husarenkaserne (Vor 1794 war die preußische Husarenschwadron in Bürgerquartieren untergebracht:S. 379). In dieser Kaserne befand sich ab 1810 die bayerische Reiterei (zuerst Cheveauxlegers, später Ulanen). Die Reiterkaserne im Schloss wurde 1887 aufgehoben und das Schloss an die Stadt verkauft. Nachdem 1896 für den Kriegsfall als Reservelazarett bestimmt worden war, wurden dafür Räume in der früheren Schlosskaserne bereitgestellt. 
Am 16. Oktober 1906 brannte die Schlosskaserne bis auf den Treppenturm völlig aus. An Stelle des Schlossgebäudes wurde die neue Volksschule (als Nachfolgerin der 1815 eröffneten „deutschen oder Volksschule“), später „Zentralschulhaus“, errichtet, lediglich der Treppenturm blieb in leicht veränderter Form erhalten (die ursprünglich sinnvollerweise dem Treppenzug folgend schräggestellten Fenster wurden waagrecht ausgerichtet).:S. 222, 330, 339, 569, 610 und 612 Das neuerbaute „Centralschulhaus“ mit integriertem Schulbad wurde während des Ersten Weltkrieges 1915 feierlich eingeweiht und umfasste 1920 schon 14 Schulklassen. Auch die Landwirtschaftliche Winterschule fand hier eine neue Unterkunft.:S. 516, 570–572, 587 und 660 Heute ist das Neue Schloss Sitz der Grundschule Neues Schloss.

## Baubeschreibung
Altes und Neues Schloss sind Teil des denkmalgeschützten Ensembles Altstadt Neustadt an der Aisch (Aktennummer: E-5-75-153-1). Die Gebäude sind in der Liste der Baudenkmäler in Neustadt an der Aisch folgendermaßen beschrieben:
Neues Schloss (Aktennummer: D-5-75-153-82)
Grundschule, ehemalige Volksschule:
- L-förmiger, dreigeschossiger Massivbau (Lage) mit Mansardwalmdach und achtseitigem Treppenturm mit Kuppelhaube und Laterne, hohes Sockelgeschoss, historisierende Formensprache, anstelle des 1906 abgebrannten Neuen Schlosses, bezeichnet „1915“, Turm weitgehend von 1575 bis 1626

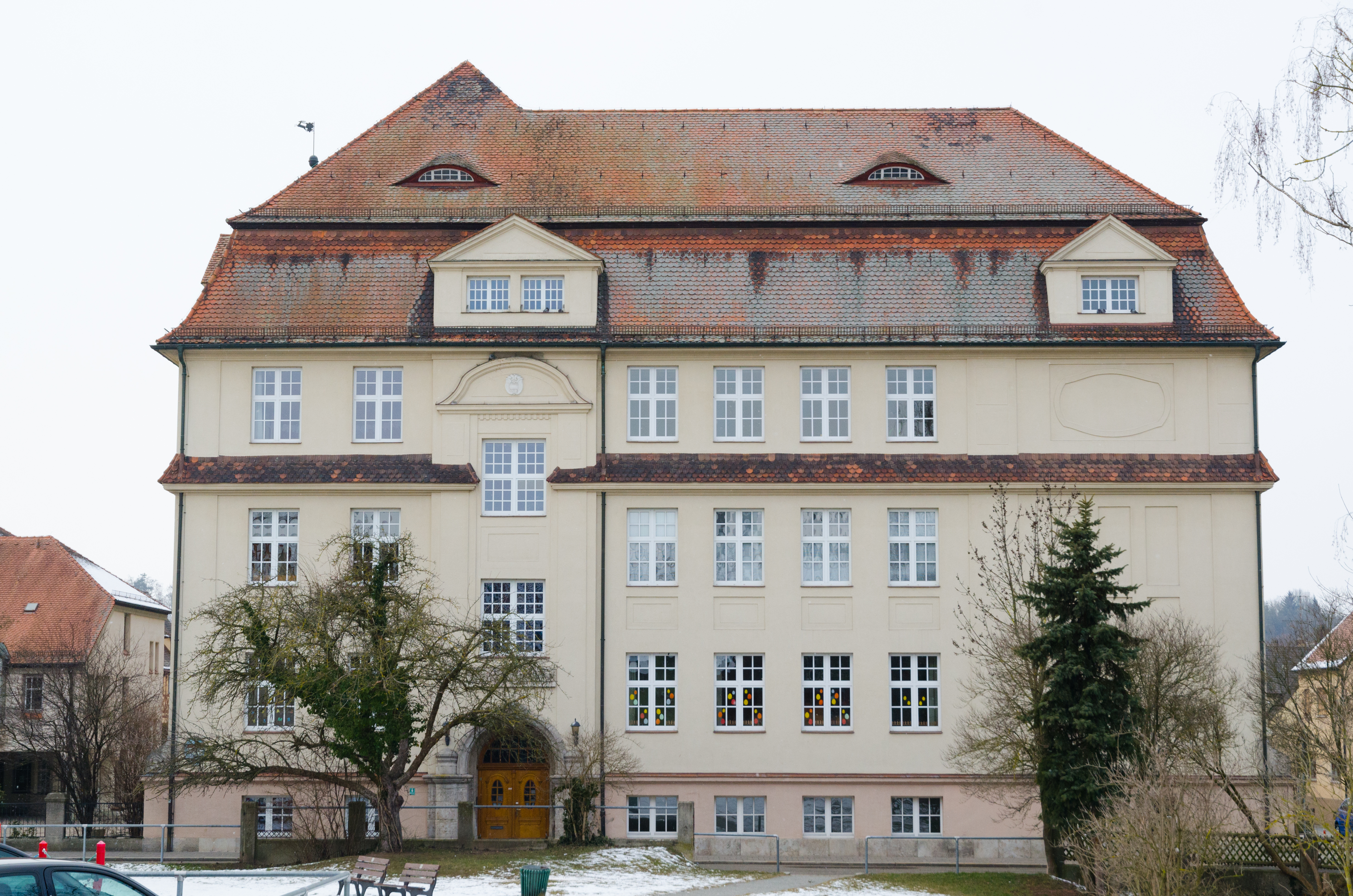
Schulgebäude von der Markgrafenstraße aus
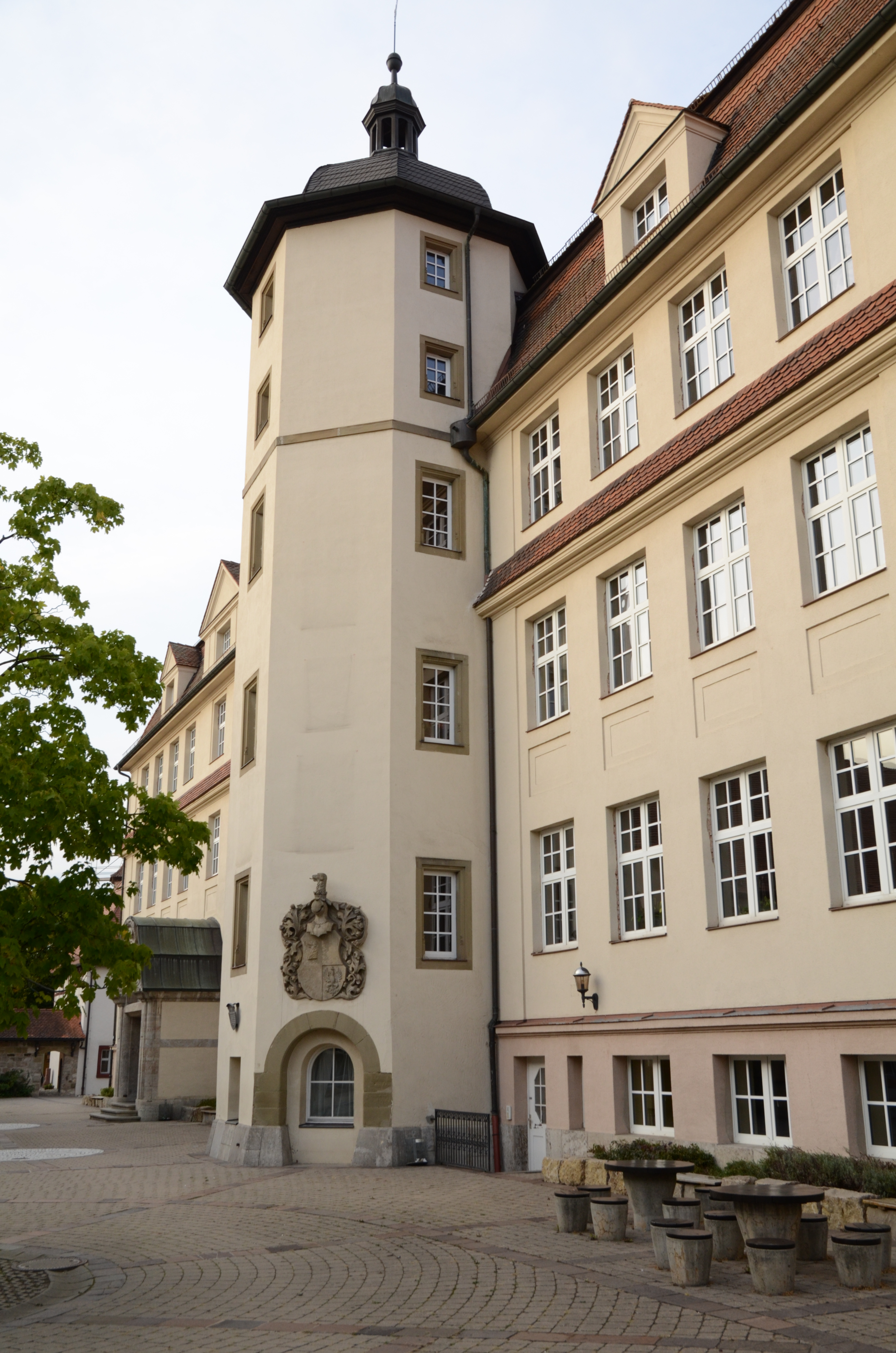
Schlossplatz 4, Turm als Rest vom neuen Schloß
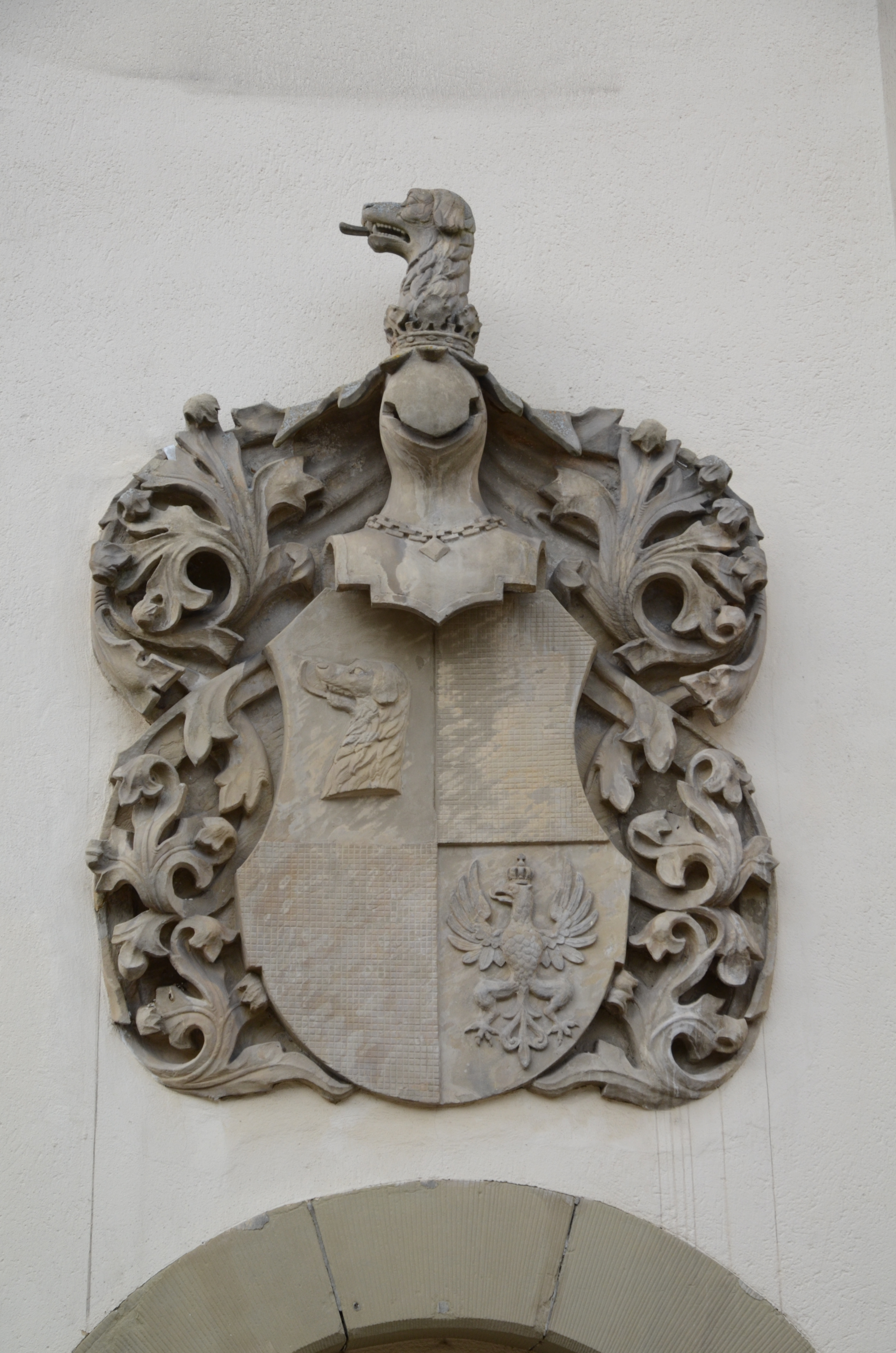
Schlossplatz 4, Wappen am Turm als Rest vom neuen Schloß
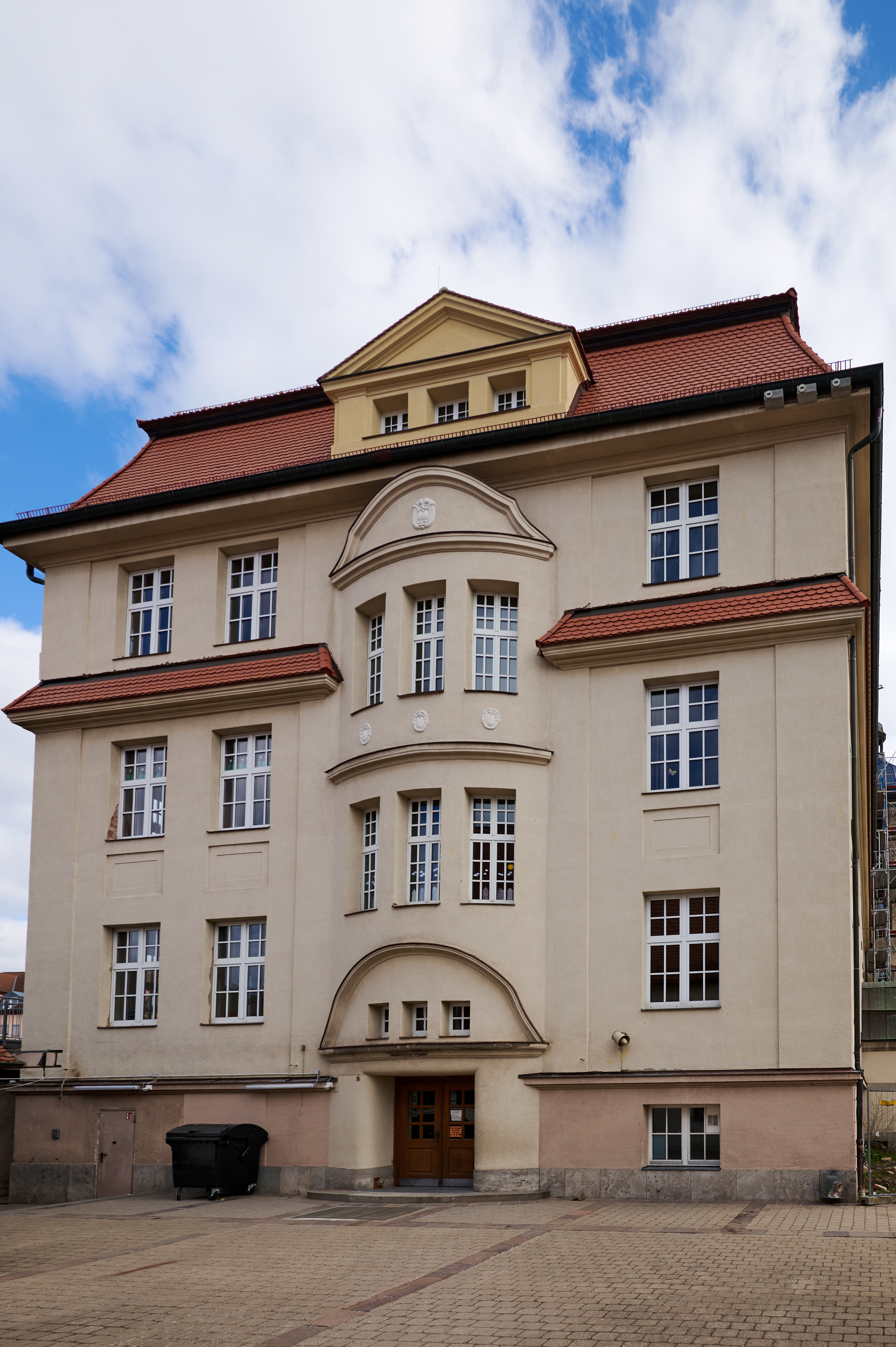
Seitenansicht des Neuen Schlosses
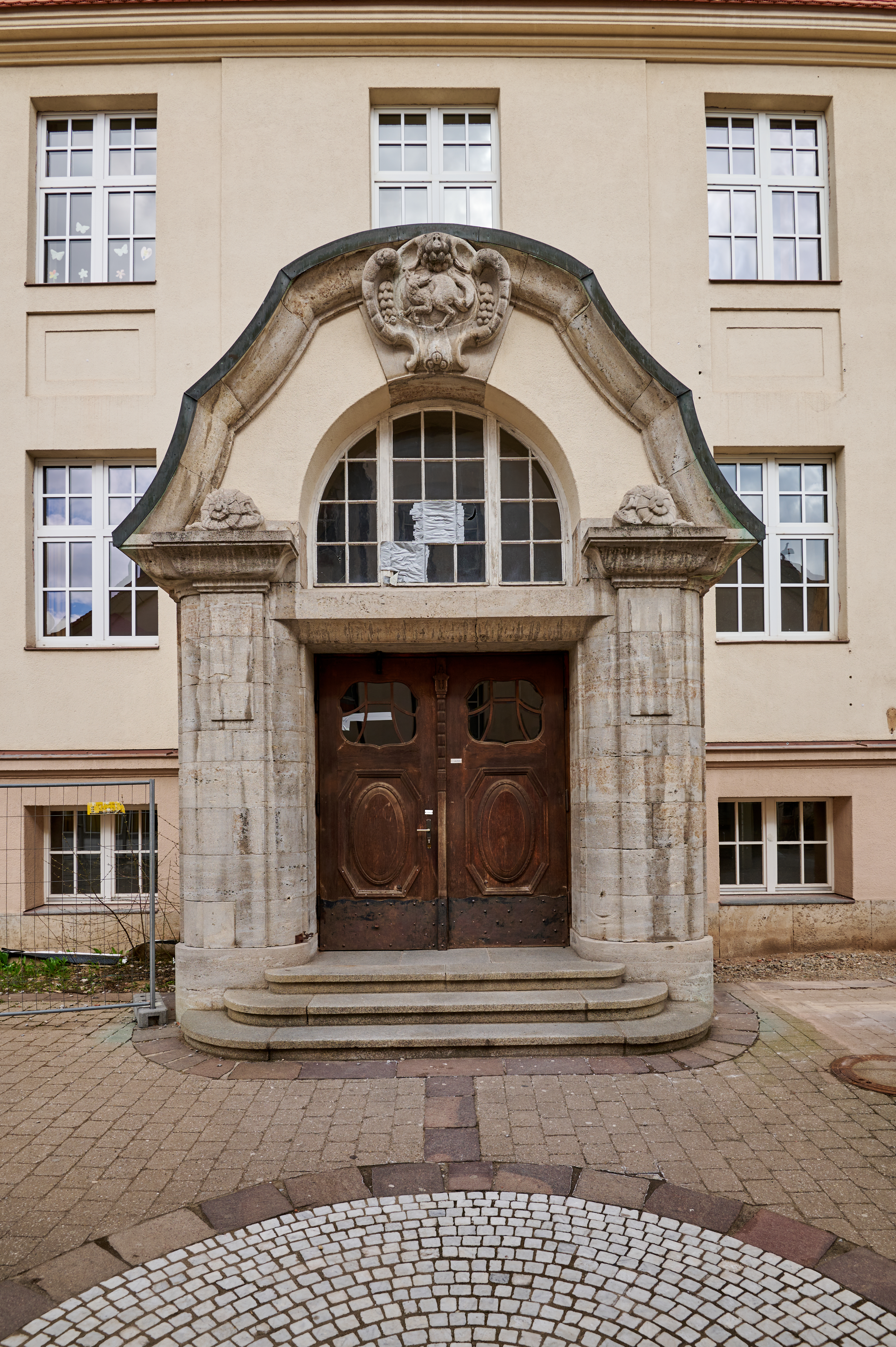
Eingang zur Grundschule

Altes Schloss (Aktennummer: D-5-75-153-85)
Ehemaliges Wasserschloss, sogenanntes Altes oder Inneres Schloss, Nordecke der Stadtbefestigung, vierseitige Anlage:
- Kernbau (Lage), dreigeschossiger Quaderbau mit Satteldach und fünfseitigem Abschluss, über hohem Bruchsteinsockel mit Stützkeilen, an der südlichen Giebelseite sechsseitiger Treppenturm mit Pyramidendach, im Kern 1. Hälfte 15. Jh., Dachtragwerk dendro.dat. 1618
- Rundturm, sogenannter Maschikeles-Turm (Lage), dreigeschossiger Massivbau mit verbrettertem zweiten Obergeschoss, Kegeldach und Laterne mit Spitzhelm, im Kern 15. Jh., Rundbogenfenster 19. Jh.
- Torhaus (Lage), zweigeschossiger Satteldachbau mit Fachwerkteilen und tonnengewölbter Durchfahrt, 15.–18. Jh.
- Südostflügel (Lage), zweigeschossiger Steilwalmdachbau mit Fachwerkobergeschoss, Wappenstein bez. 1659
- Nordostflügel (Lage), zweigeschossiger Satteldachbau mit Fledermausgauben, vor 1828
- Ökonomiegebäude (Lage), lang gestreckter, eingeschossiger Schopfwalmdachbau, vor 1828

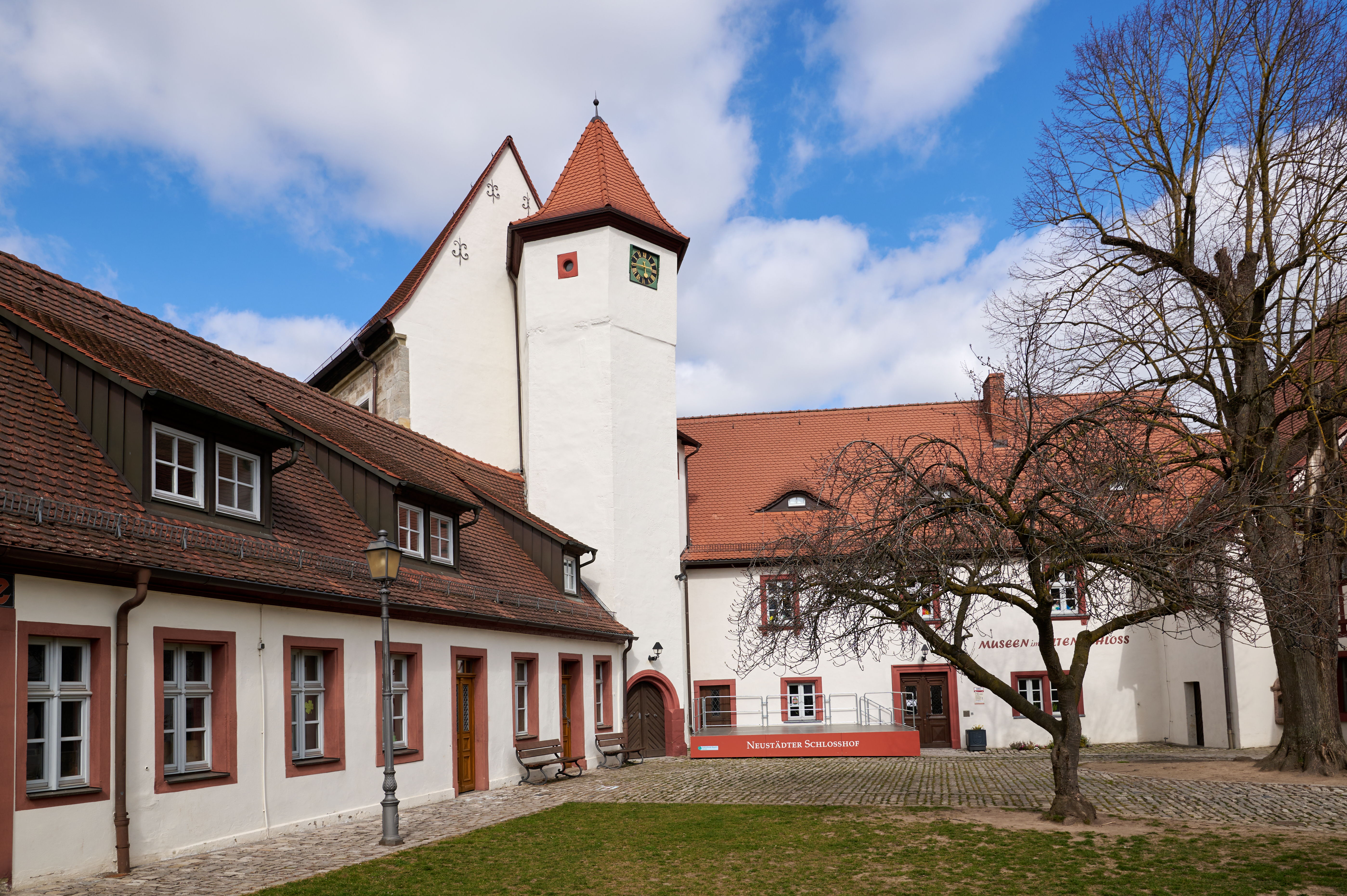
Ökonomiergebäude, Nordostflügel, Kernbau, von Süden
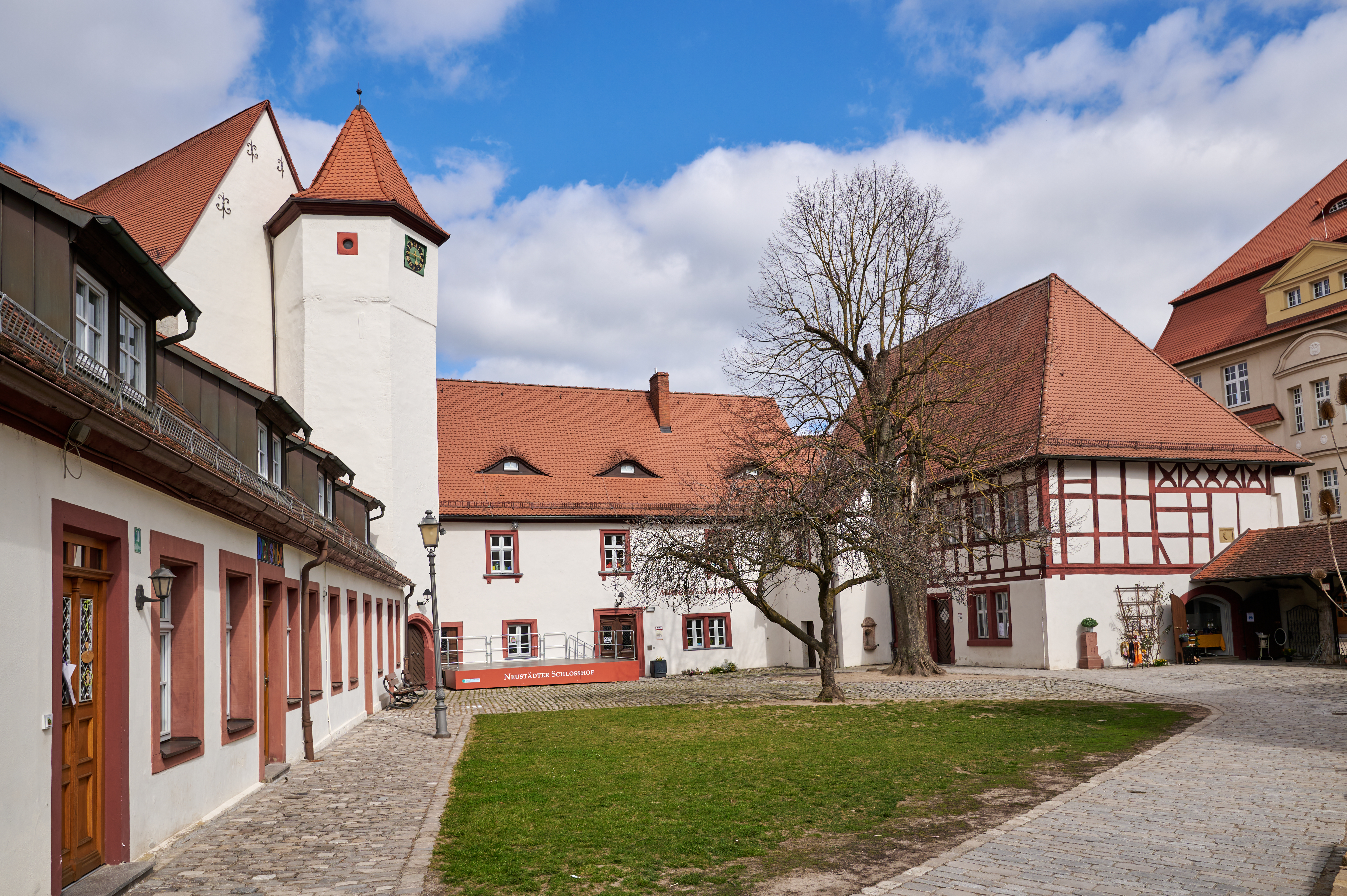
Ökonomiergebäude, Nordostflügel, Kernbau, Südostflügel, von Süden
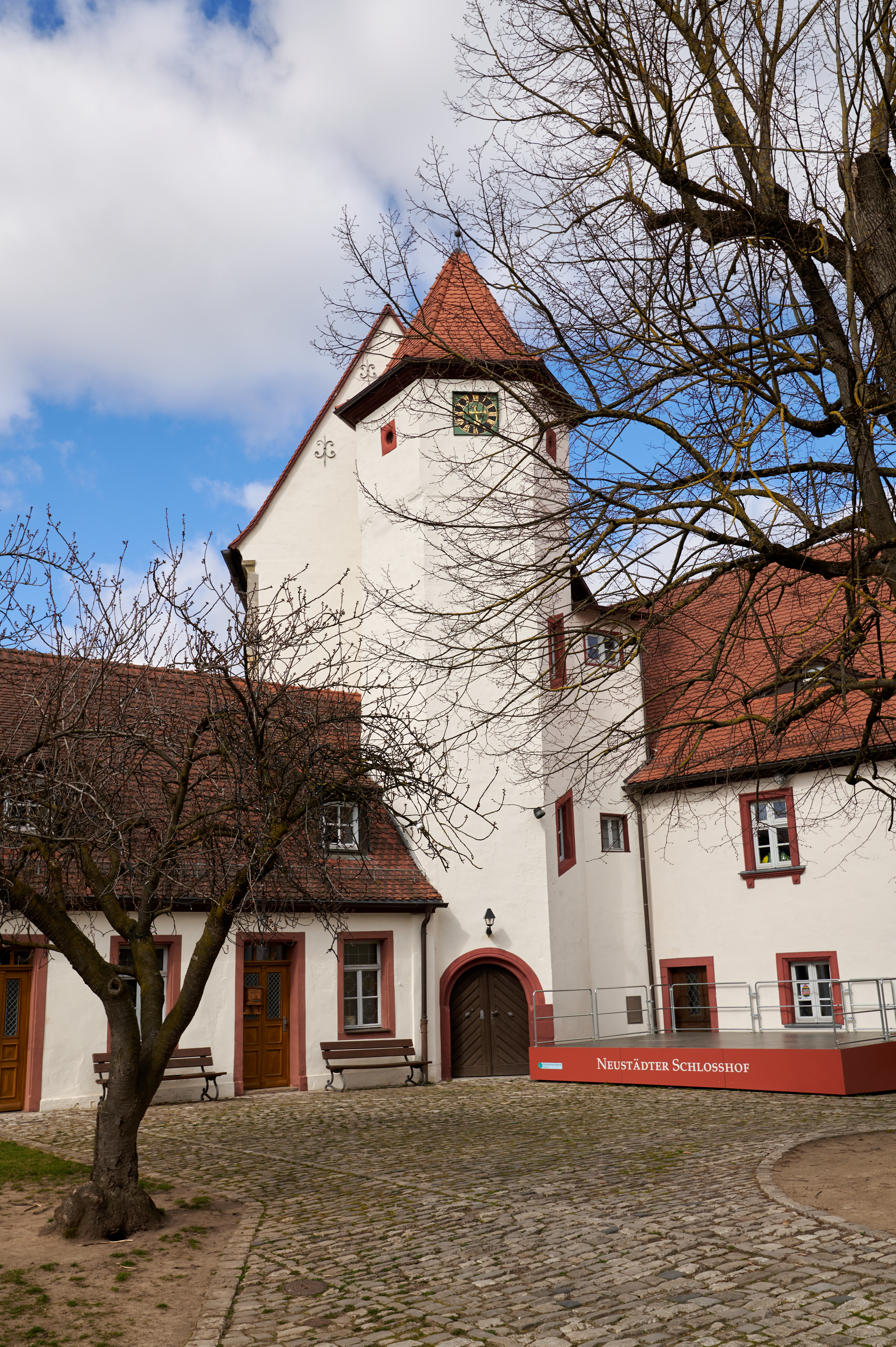
Nordostflügel, von Südosten
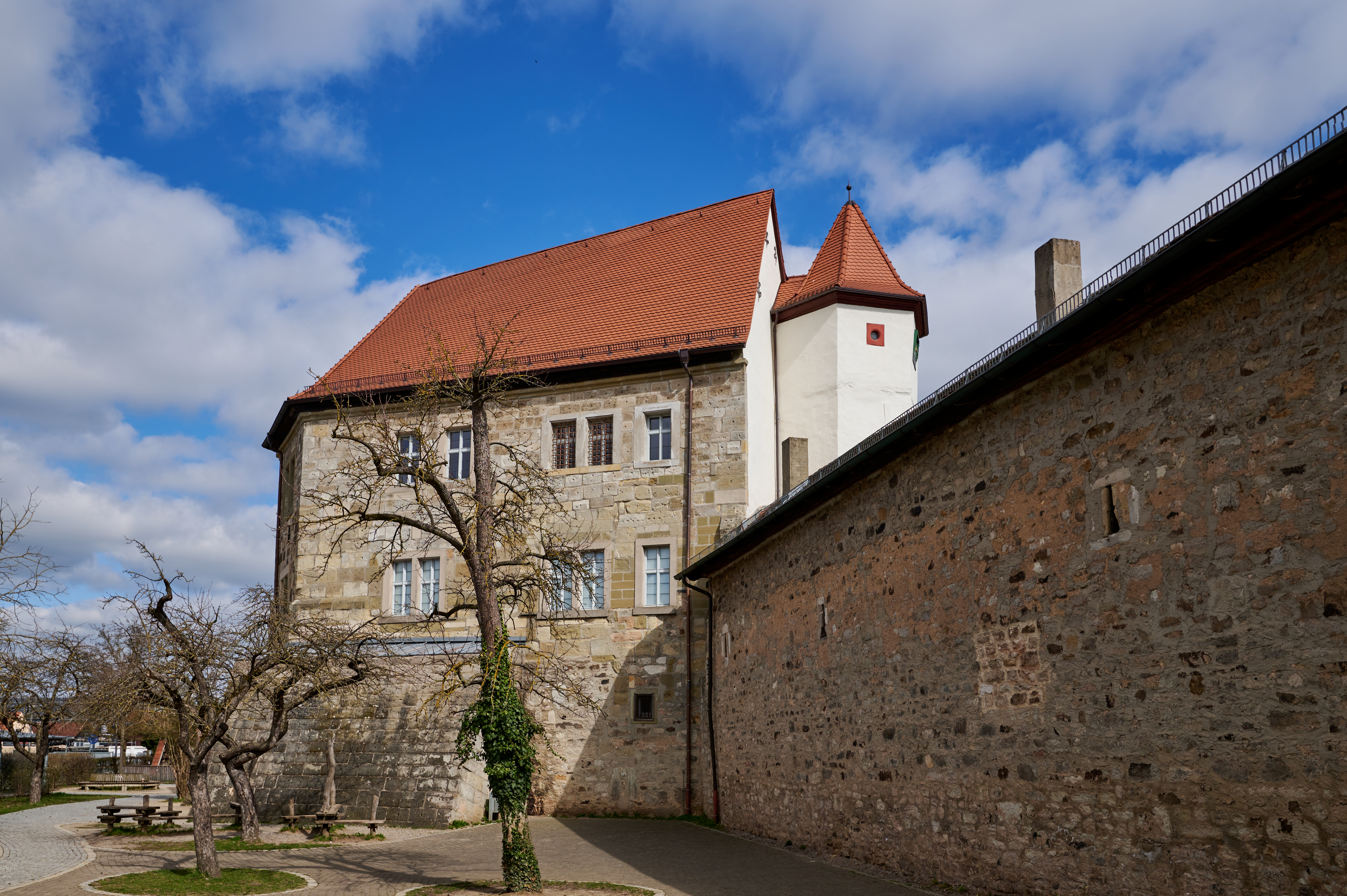
Nordostflügel, Feldseite, von Südosten
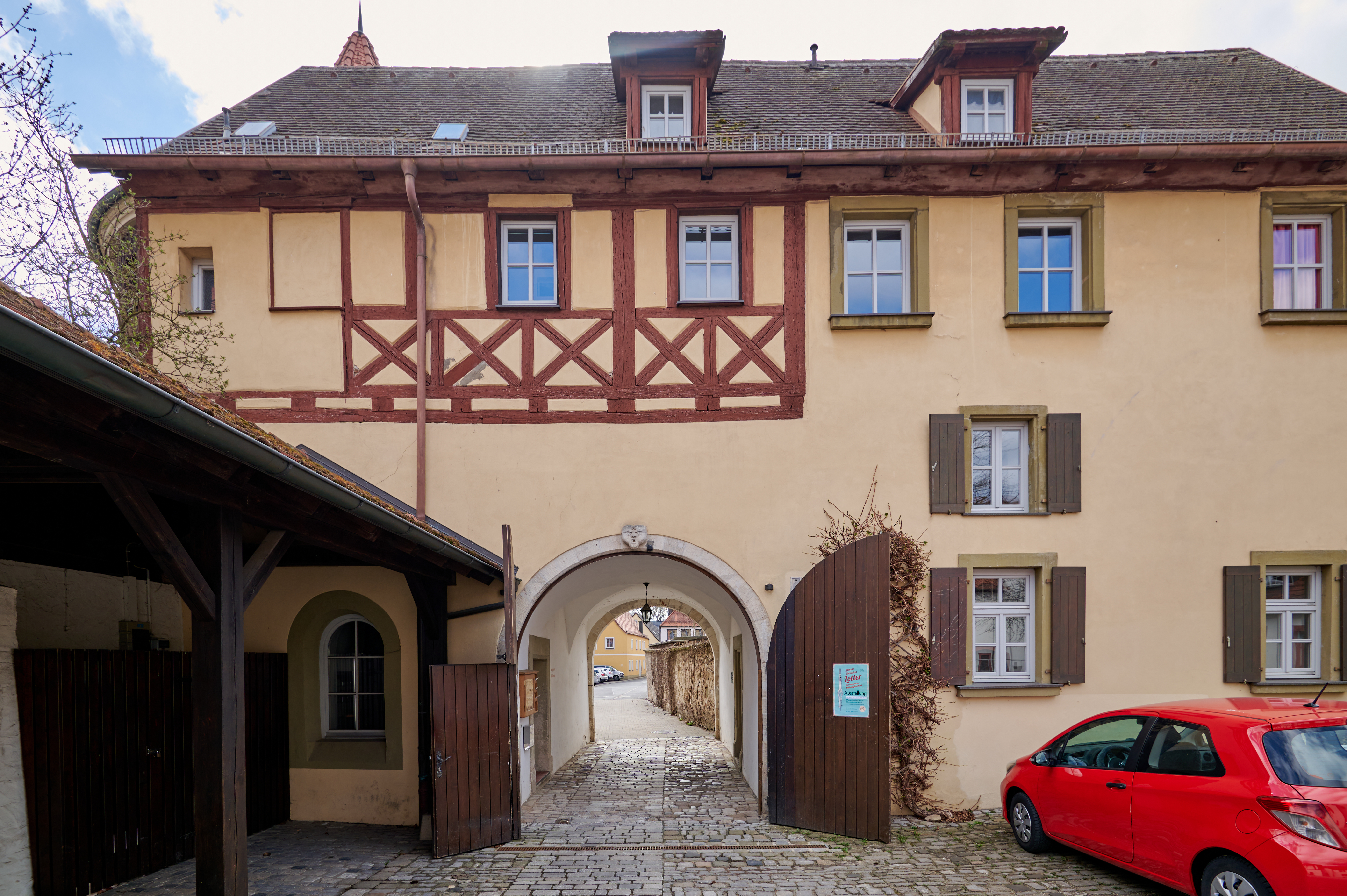
Torhaus, von Norden
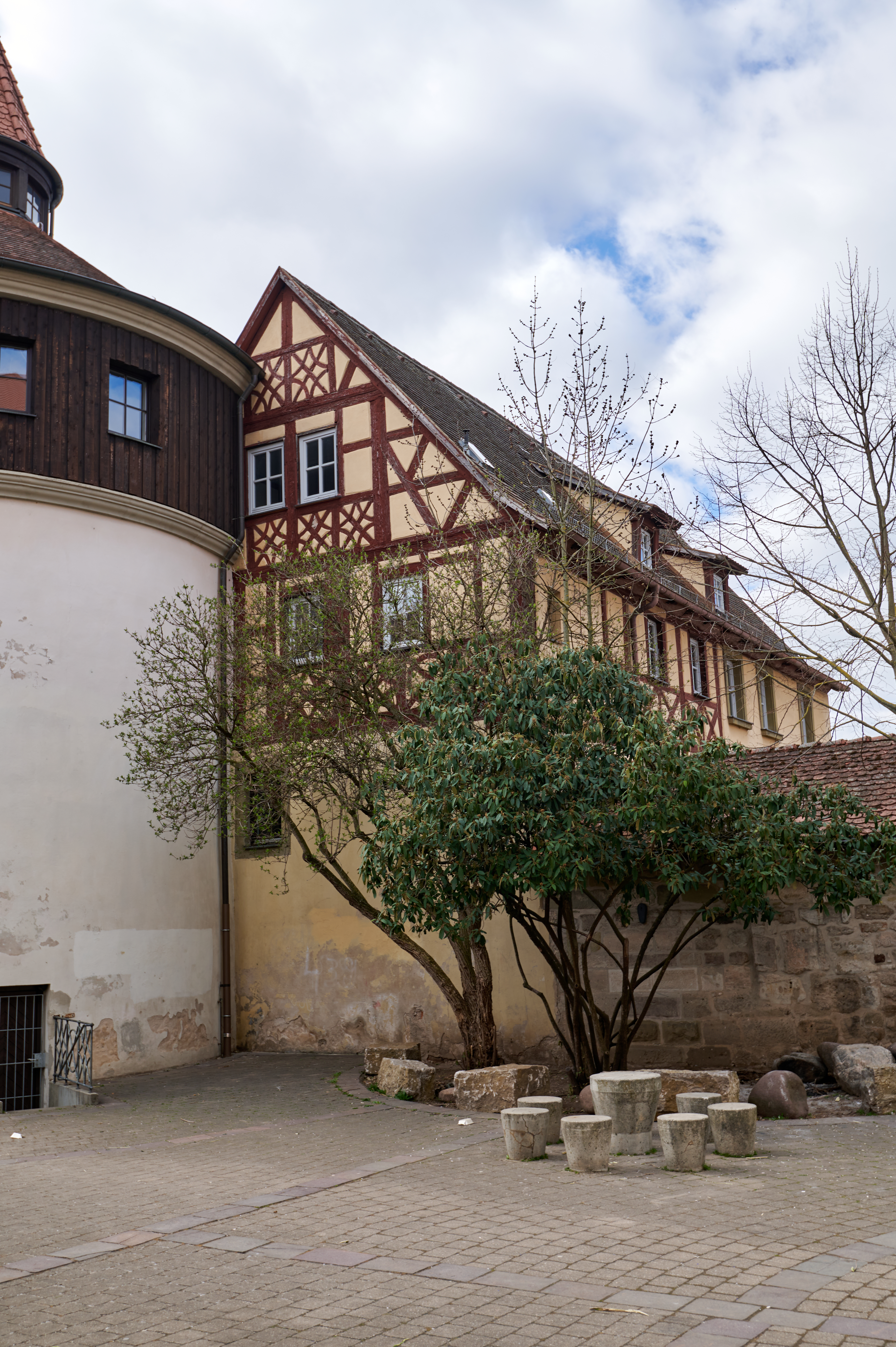
Torhaus, von Südosten
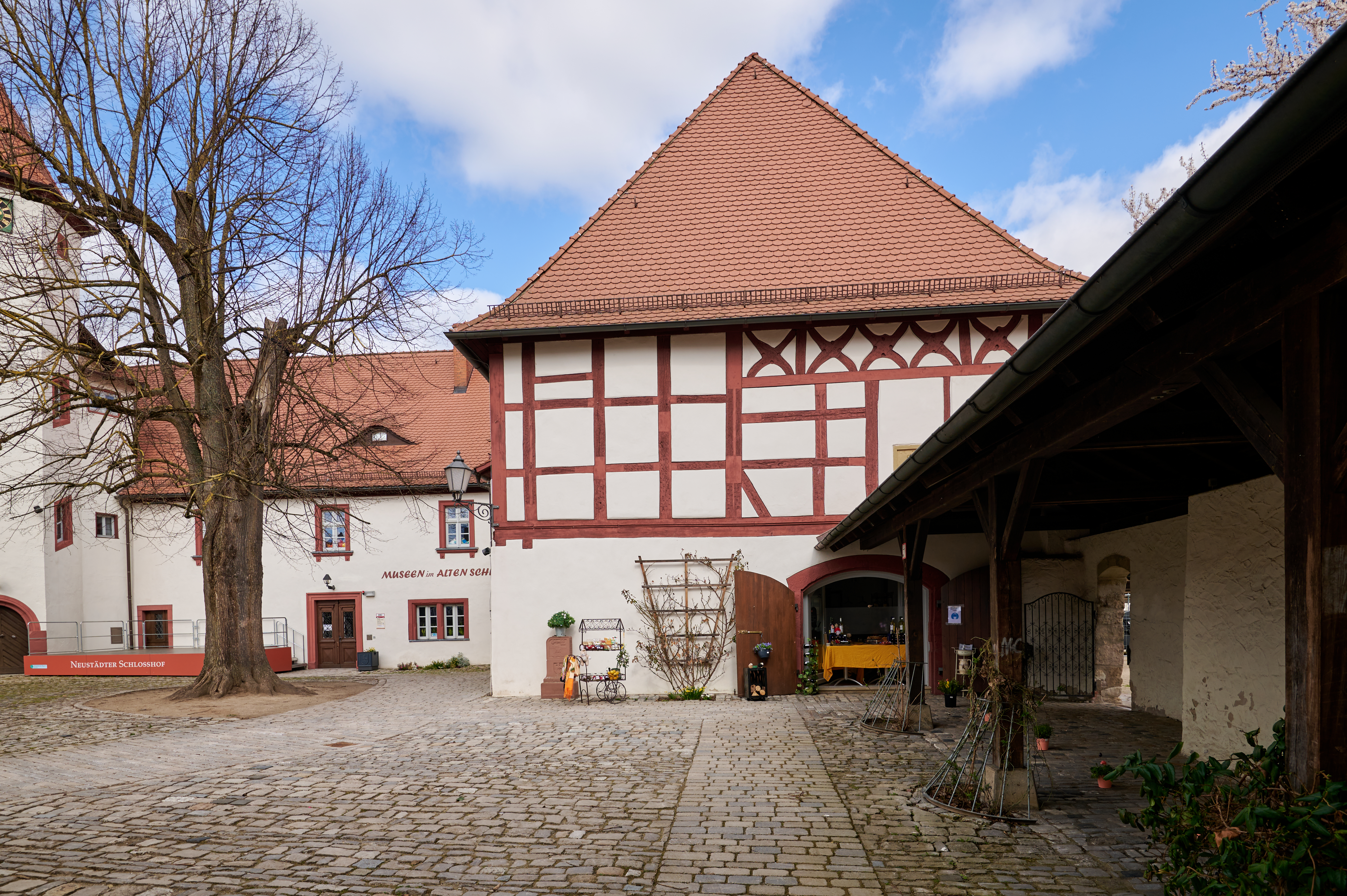
Torhaus, von Süden
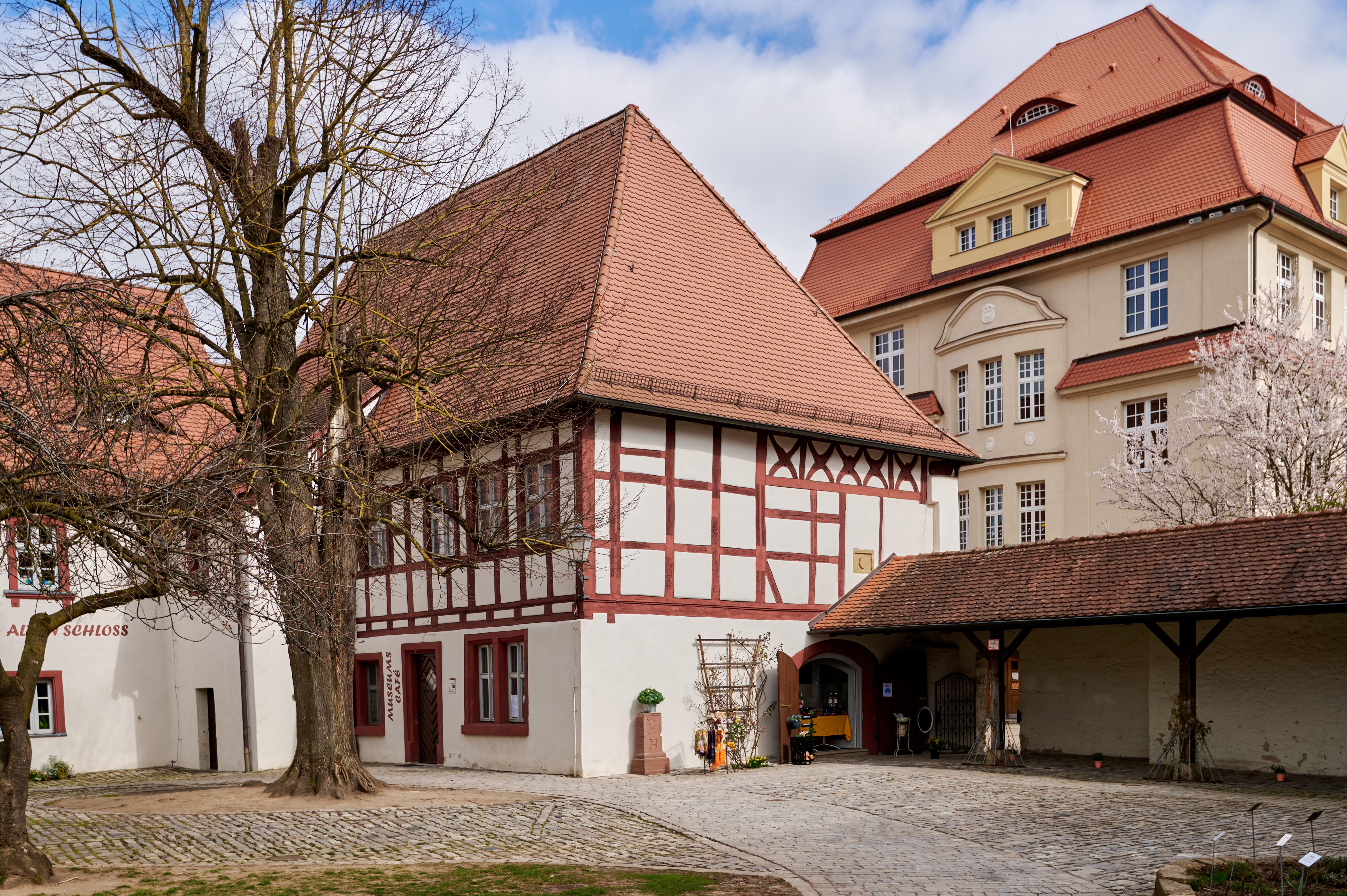
Südostflügel, von Südwesten
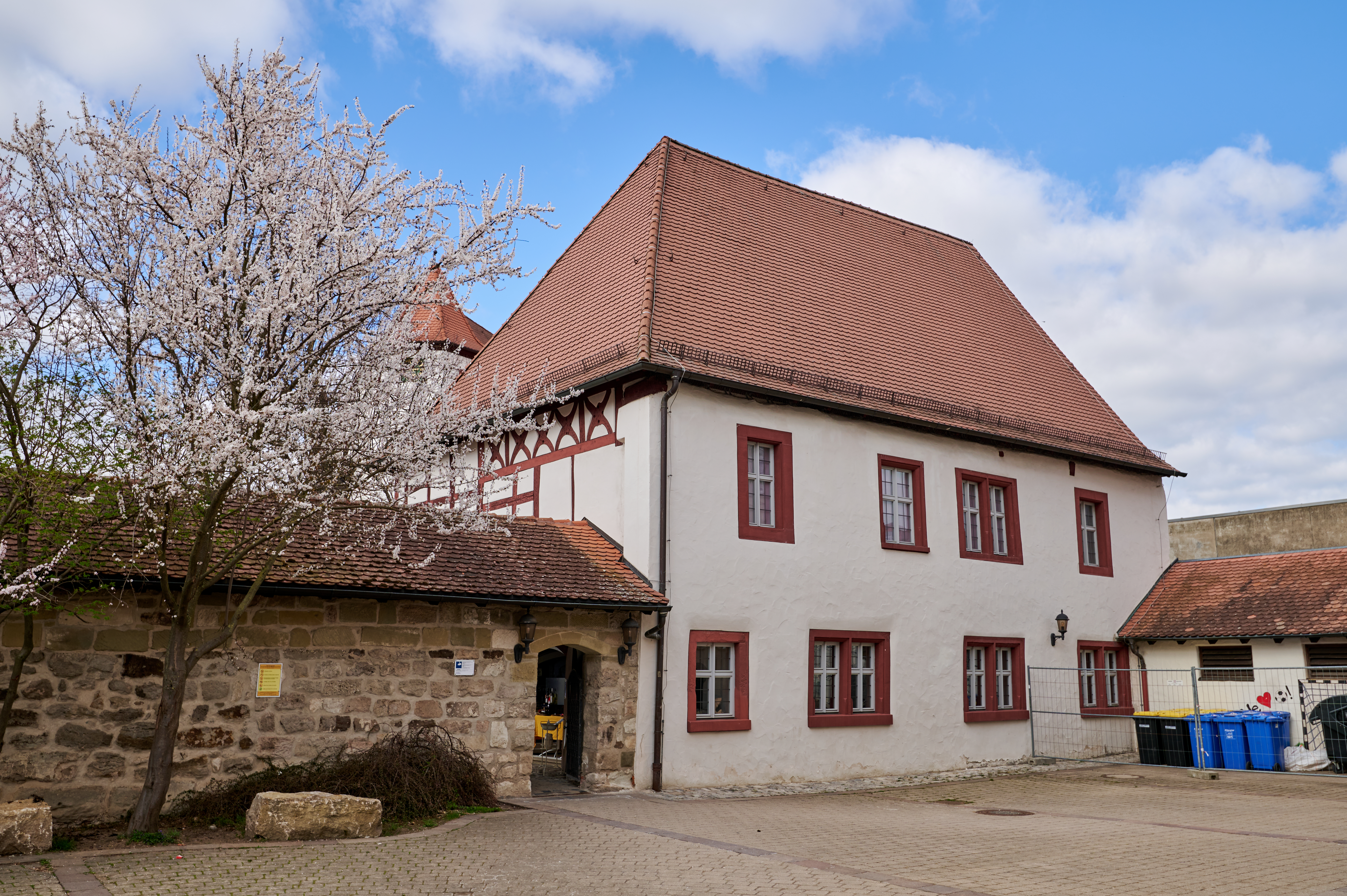
Südostflügel, von Südosten
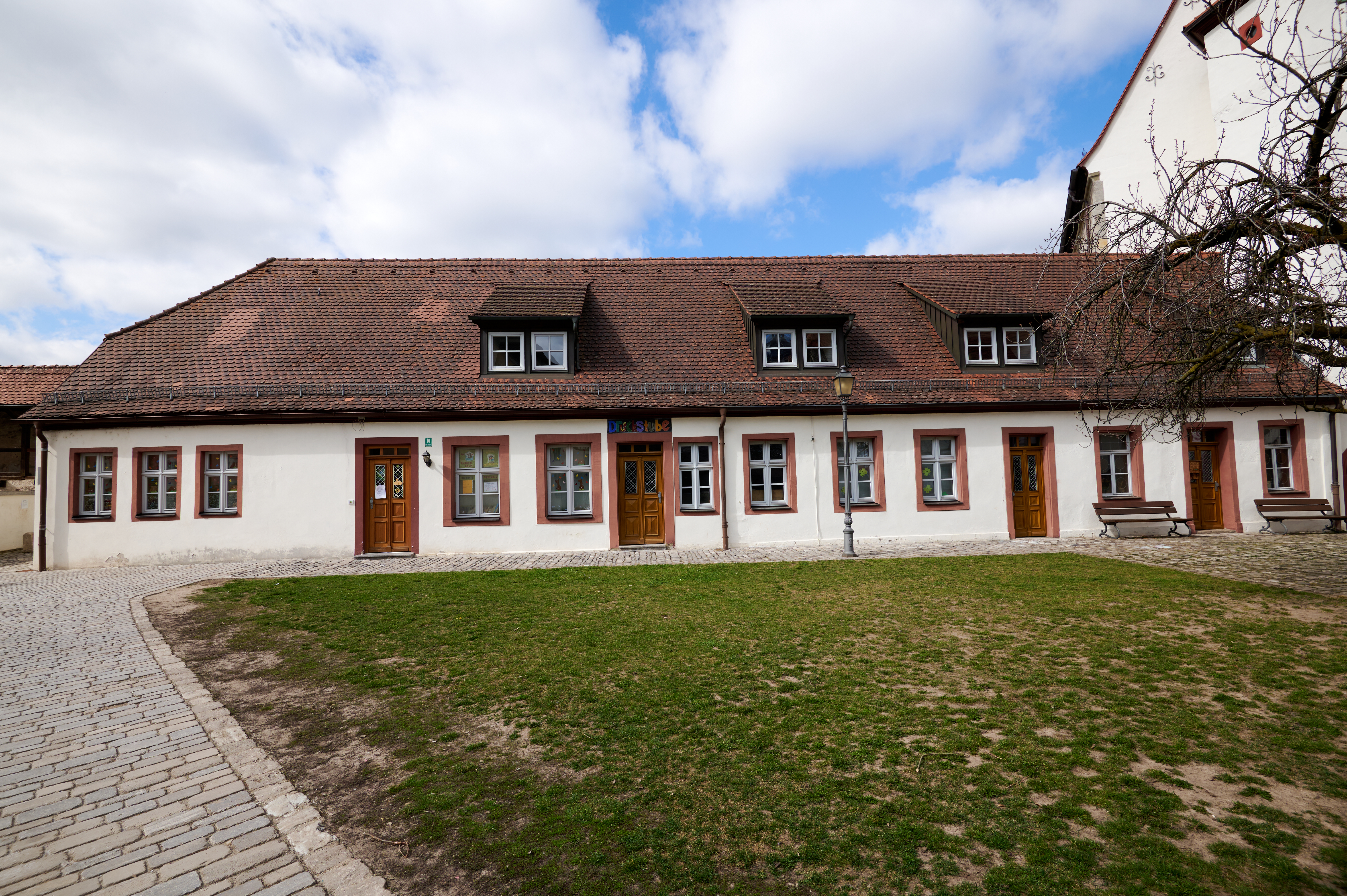
Ökonomiebau
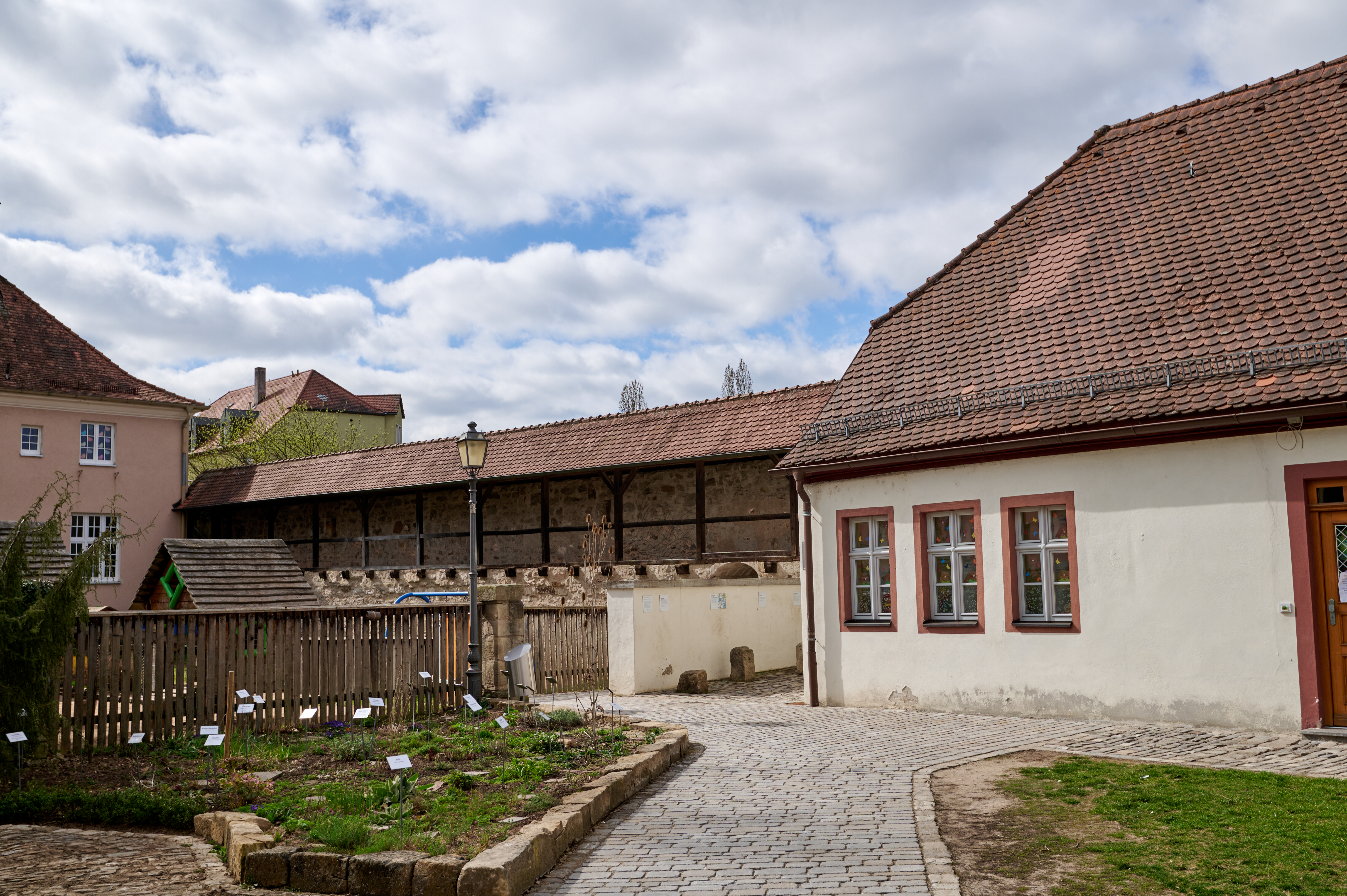
Stadtmauer und Ökonomiebau
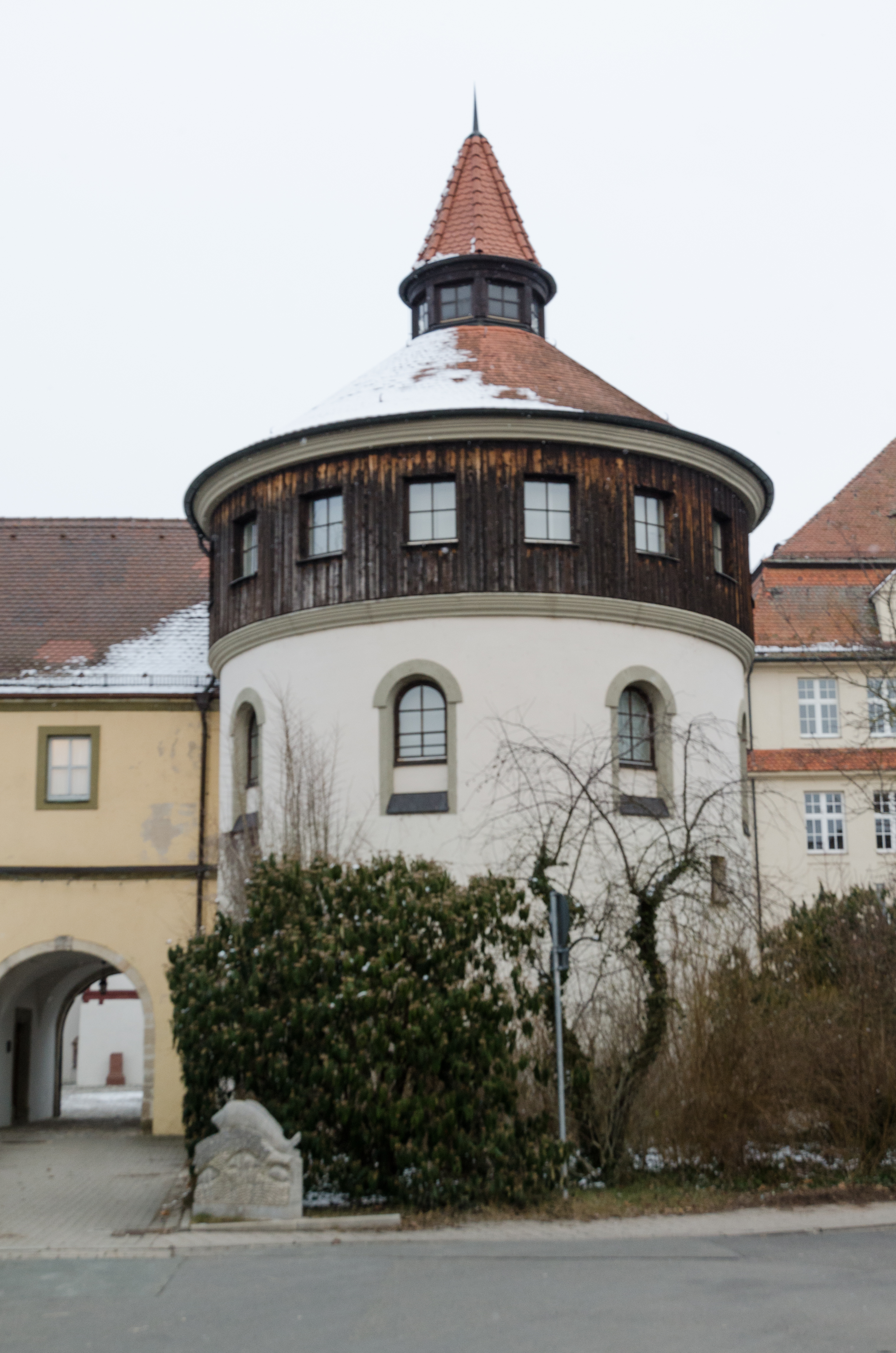
Maschikeles-Turm, von Süden  (weitere Bilder)

## Einrichtungen

### Schulen
- Grundschule Neues Schloss (ehemaliges Zentralschulhaus)
- Mittelschule am Turm
- Staatliche Berufsschule Neustadt a. d. Aisch – Bad Windsheim (als Berufsschule bestehend seit 1930, untergebracht im damals neuen Zentralschulhaus und hervorgegangen aus der 1921 gegründeten Städtischen Berufsfortbildungsschule mit gewerblichen und kaufmännische Abteilungen[8]:S. 498, 523 und 589–592 (Die Berufsschule))

### Museen
- Museumsareal Altes Markgräfliches Schloss:
  - Markgrafenmuseum (als ehemalige Residenz der Markgrafen aus dem Hause Hohenzollern ist Neustadt an der Aisch mit seinen Museen im Alten Schloss im Netzwerk der Hohenzollern-Orte[20] aktiv.)
  - Aischgründer Karpfenmuseum
  - Ausstellung KinderSpielWelten